# ماینداسکیپ
ماینداسـکِـیپ (انگلیسی: Mindscape) که با نام آنا هم شناخته می‌شود، یک فیلم تریلر روان‌شناختی، دلهره‌آور و درام اسپانیایی است که در سال ۲۰۱۳ منتشر شد.

## بازیگران
- مارک استرانگ
- تایسا فارمیگا
- برایان کاکس
- آلبرتو آمان
- ریچارد دیلن
- نوآ تیلور
- ساسکیا ریوز
- ایندیرا وارما
- کلیر کلبریث
- جسیکا باردن